# Porciae de capite civium
La lex Porcia o Porcia de capite civium va ser una llei romana aprovada a proposta del tribú de la plebs Publi Porci Leca l'any 199 aC. Aquesta llei prohibia fuetejar, lligar i matar a un ciutadà romà que fes apel·lació al poble. Aquesta llei però no regia a l'exèrcit on els generals (imperator) tenien poder inapel·lable. Alguns autors l'atribueixen a Marc Porci Cató Censorí, que segurament no va fer altra cosa que recomanar-la.